# EURONET
EURONET Acronimo dall'inglese European Network. Rete europea a trasmissione di dati a commutazione di pacchetto commanditaria della Comunità Economica Europea e inaugurata nel 1980.
La funzione del sistema EURONET è di consentire l'accesso alle banche di dati scientifici e tecnici dei paesi della Comunità europea.
La rete EURONET nasce dalla decisione del Consiglio dei ministri delle comunità europee, presa in data 18 marzo 1975, di attuare un primo progetto applicativo, della durata di tre anni (1975-1977) nel campo della ricerca scientifica e tecnica.
Tra gli obiettivi del progetto EURONET, oltre allo sviluppo selettivo di sistemi di informazione settoriale, è stata prevista l'attuazione di una rete europea per la documentazione scientifica e tecnica per la quale si rende necessaria la realizzazione di una rete internazionale di trasmissione di dati per servire tutti i paesi aderenti alla CEE.
La realizzazione di questa rete è effettuata dalle amministrazioni delle poste e telecomunicazioni dei paesi membri, sulla base di un contratto siglato il 15 dicembre 1975 dalla Commissione delle Comunità europee e l'amministrazione francese delle P.T.T..